# Joe Venuti

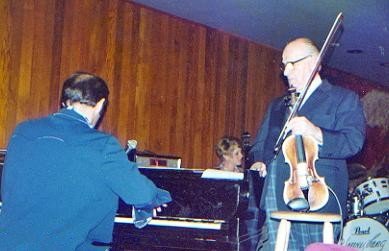
Giuseppe (Joe) Venuti, tocando el violín durante una presentación en Washington (EE.UU), acompañado por un pianista.

Giuseppe (Joe) Venuti (16 de septiembre de 1903 – 14 de agosto de 1978) fue un músico de jazz estadounidense, pionero del empleo del violín en esa música. 
Venuti habría nacido a bordo del buque donde sus padres emigraban de Italia, aunque se cree que simplemente nació en Filadelfia. 
Más tarde afirmaba haber nacido directamente en Italia en 1896 y haber llegado a EE. UU. en 1906. Considerado el padre del violín jazz, fue el primero en usar instrumentos de cuerdas en el jazz con el guitarrista Eddie Lang, amigo de la infancia. 
En los años 20 y a principios de los 30, Venuti hizo muchas grabaciones como solista. Trabajó con Benny Goodman, Fred Rich, los Dorsey Brothers (Tommy y Jimmy Dorsey, Bing Crosby, Jack Teagarden, las Boswell Sisters y muchas otras importantes figuras del jazz en los años 20 y 30. Lastimosamente su amigo Eddie Lang murió en 1933, con lo que su carrera se vino abajo. Ha sido una gran influencia para muchas intérpretes actuales de jazz.
Tras un período de olvido en los 1940s y 1950s, volvió a la fama en los 1960s. En los 1970s, empezó a trabajar con el saxofonista Zoot Sims con quien logró un éxito medio. Luego grabó un disco con Jethro Burns, Homer & Jethro), el guitarrista Curly Chalker y el músico Eldon Shamblin. 
Venuti murió en la ciudad de Seattle, Washington.